# Jesupil
Jesupil (ukrainisch Єзупіль; russisch Езуполь Jesupol, polnisch Jezupol) ist eine Siedlung städtischen Typs mit etwa 3000 Einwohnern. Sie liegt im Westen der Ukraine am Ufer der Bystryzja, etwa 14 Kilometer nordöstlich der Oblasthauptstadt Iwano-Frankiwsk und 16 Kilometer nordwestlich der ehemaligen Rajonshauptstadt Tysmenyzja.

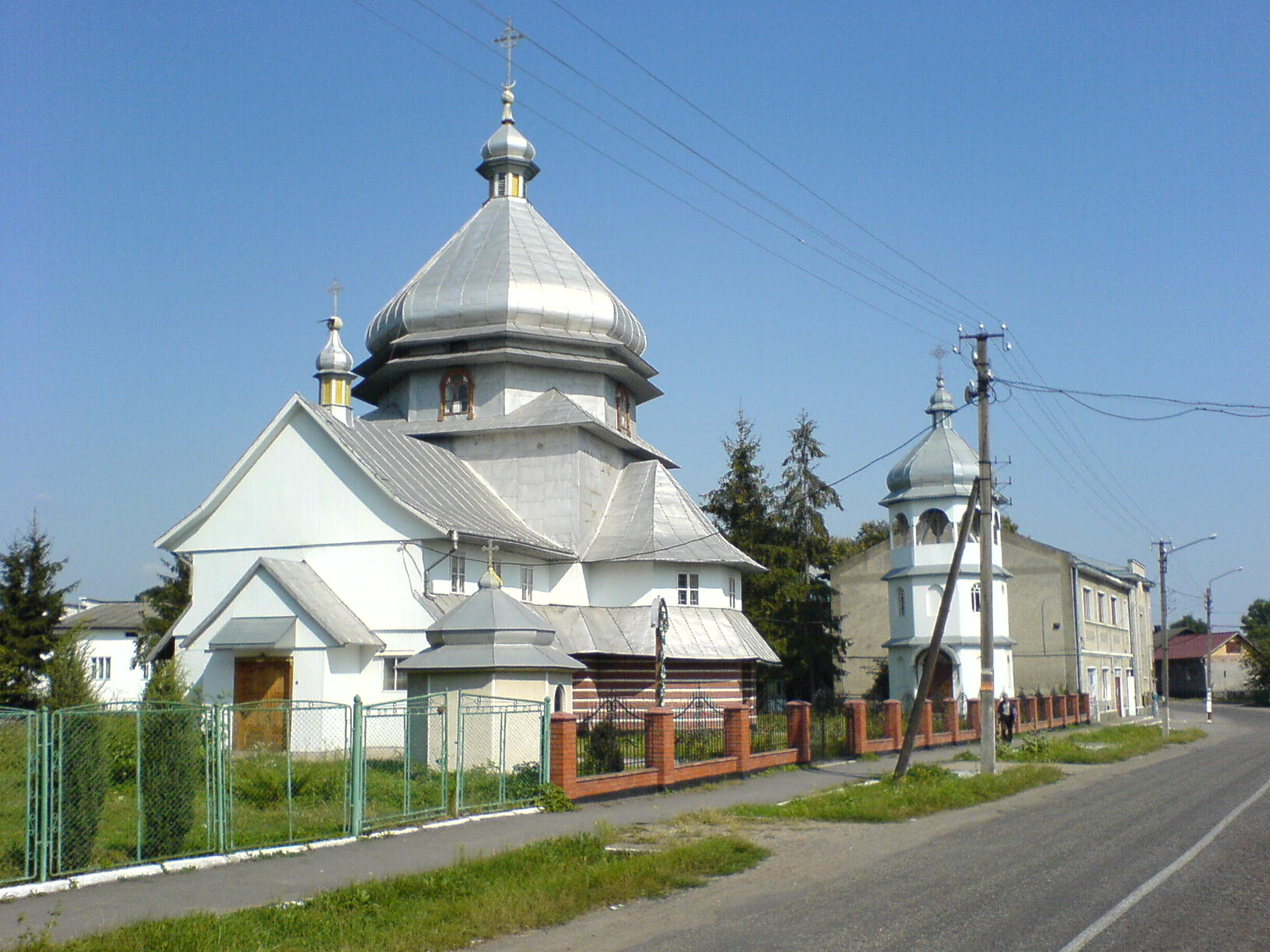
Griechisch-Katholische Kirche im Ort

## Geschichte
Der Ort wurde 1435 zum ersten Mal schriftlich als Czeszybiesy erwähnt, 1597 wurde der Name Jezupol als Teil des Fürstentums Polen-Litauen genannt und gehörte von 1772 bis 1918 unter seinem polnischen Namen Jezupol (angelehnt an Jesus) zum österreichischen Galizien. Nach dem Ende des Ersten Weltkrieges kam der Ort zunächst zur Westukrainischen Volksrepublik und danach zur Zweiten Polnischen Republik. Dort lag der Ort ab 1921 in der Woiwodschaft Stanislau, Powiat Stanislau. Mit Beginn des Zweiten Weltkriegs wurde der Ort erst von der Sowjetunion und von 1941 bis 1944 von Deutschland besetzt. Dieses gliederte den Ort in den Distrikt Galizien ein.
1945 kam der Ort wiederum zur Sowjetunion, dort wurde sie Teil der Ukrainischen SSR und ist seit dem Zerfall der Sowjetunion 1991 ein Teil der unabhängigen Ukraine.
Der zunächst Jesupol/Jesupil genannte Ort wurde in Schowten (Жовтень) umbenannt und erhielt während der sowjetischen Zeit 1940 den Status einer Siedlung städtischen Typs verliehen. Am 9. Juli 2003 wurde die Siedlung dann offiziell wieder in Jesupil rückbenannt.

## Verwaltung
Am 30. Juli 2019 wurde die Siedlung zusammen mit 4 umliegenden Dörfern zum Zentrum der neugegründeten Siedlungsgemeinde Jesupil (Єзупільська селищна громада/Jesupilska selyschtschna hromada), bis dahin bildete sie die Siedlungsratsgemeinde Jesupil (Єзупільська селищна рада/Jesupilska selyschtschna rada) im Rajon Tysmenyzja. Am 12. Juni 2020 wurde der Rajon dann aufgelöst und die Siedlung ein Teil des neu entstandenen Rajons Iwano-Frankiwsk.
Folgende Orte sind neben dem Hauptort Jesupil Teil der Gemeinde:
| Name                     | Name       | Name                    | Name       |
| ukrainisch transkribiert | ukrainisch | russisch                | polnisch   |
| ------------------------ | ---------- | ----------------------- | ---------- |
| Dowhe                    | Довге      | Долгое (Dolgoje)        | Dołhe      |
| Hannussiwka              | Ганнусівка | Ганнусовка (Gannusowka) | Hanuszowce |
| Pobereschschja           | Побережжя  | Побережье (Pobereschje) | Pobereże   |
| Stryhanzi                | Стриганці  | Стриганцы (Striganzy)   | Stryhańce  |